# Роза Николова
 Роза Николова е българска актриса и преподавател по актьорско майсторство.

## Биография
Родена е в София в семейството на Анна Митова, филолог, и Цветан Николов, писател. Възпитаничка е на 22 гимназия „Г.С.Раковски“. През 1984 г. завършва ВИТИЗ "Кръстьо Сарафов" - степен магистър. През 1988 г. заедно с Мирослав Цветанов и художничката Диляна Николова основава първия частен куклен театър МКТ „СЛОН“. Пресъздава на сцената над 50 роли, голяма част от които са награждавани на престижни международни фестивали. Гастролирали са по сцените на почти всички континенти. От 1988 г. в продължение на петнадесет години играе в зала МТИ на Националния дворец на културата спектаклите "Мечо Пух", "Котаракът с чизми", "Зимна приказка", "Свинарят", "Приказка за кученцето и котeнцето". От 1998 г. и до днес играе спектакъла "Котаракът с чизми" в Театър 199.
- актриса в Малък куклен театър „СЛОН“, София
- преподавател по актьорско майсторство в частната школа за театър и кино „Златно ключе“,[10]
- координатор по въпросите на културата във Фондация „Златно ключе“.[11]

## Професионална кариера
- 1988, септември – основава МКТ „СЛОН“ заедно с Мирослав Цветанов.[12]
- 1989 – 3 награди от PIF, Загреб с „Мечо Пух“ на МКТ „СЛОН“.[13]
- 1990 – 2013 – ежегодно е призирана с редица престижни награди за ролите си в същия театър.[14]

## Педагогическа работа
- 1996 – успоредно с програмите на Фондация „Златно ключе“ започва и педагогическа дейност.[15]
- 2001 – разработва учебна програма по актьорско майсторство за възрастовата група 12 – 18-годишни.[16]

## Постановъчна работа
- 1988 – „Мечо Пух“ по А. А. Милн, награждаван[17]
- 1991 – „Котаракът с чизми“ по Ш. Перо в съавторство с В. Петров (стихове), награждаван[18]
- 1993 – „Честит рожден ден“ по „Приказки за кученцето и котенцето“ на Йозеф Чапек[19]
- 1995 – „Коледна приказка“ по мотиви от А. А. Милн[20]
- 1996 – „Свинарят“ по Х. К. Андерсен[21]
- 1998 – „Когато времето беше дете“ по Киплинг[22]
- 2005 – „Омагьосаният файтон“ по К. Галчински, награждаван[23]
- 2010 – „Хипопотамът и котката“ весели истории, награждаван[24]
- 2014 – „Цирк? Цирк?! Цирк!! ” – Роза Николова, Мирослав Цветанов[25]
- 2014 – „Райската птица“ – първи воден куклен театър за Европа – Роза Николова, Мирослав Цветанов[26][27]

## Поезия и драматургия
- 1990 – "Котаракът с чизми" издателство "Отечество" София[28]
- 1993 – "Честит рожден ден" издателство "Златоструй"[29]
- до 2001 г. – пише стихове и печата в периодичния печат и специализираните литературни вестници[30]
- 2001 г. – събира стиховете си във внушителната стихосбирка „Аз, роялът“
- 1990 – 1996 г. – създава емблематичните за МКТ „СЛОН“ пиеси „Котаракът с чизми“, „Честит рожден ден“, „Свинарят“,[31]
- 2001 – „Омагьосаният файтон“ – сценарий[32]
- 2014 – „Райската птица“ – сценарий[33]
- 2018 – „Когато времето беше безсмъртно“ – автобиографичен роман в 7 действия, корица и илюстрации Диляна Николова, изд. „Златно ключе“, София, 200 с. ISBN 987-954-90237-4-9[34][35][36]
- 2024 – "Смъртта на времвто" - нежен и тъжен поетичен опус, корица и илюстрации Диляна Николова, изд. „Златно ключе“, София ISBN 987-954-90237-7-0[37][38][39]

## Награди
- 1989 – награда за женска роля, PIF, Загреб с „Мечо Пух“; награда за постановка на куклен спектакъл от същия МКТФ с „Мечо Пух“; награда за постановка на „Аполония“ с „Мечо Пух“';[40][41]
- 1991 – награда за цялостен спектакъл за „Котаракът с чизми“ от МКТФ Figuero, Белгия;[42]
- 1993 – награда за постановка на Международния куклено-театрален фестивал MUF, Мексико за „Котаракът с чизми“';[43]
- 1999 – награда на детското жури от МКТФ „Двама са малко – трима са много“, Пловдив с постановката „Котаракът с чизми“; награда за уникално решение, верен прочит и точен адрес от същия МКТФ за „Котаракът с чизми“; сертификат за отлично визуализиране на творческия процес в кукления театър от Симпозиума на ЕС „История и самоличност“, Австрия;[44]
- 2000 – награда за най-добър спектакъл и награда за женска роля с „Котаракът с чизми“, PIF, Загреб;[45][46]
- 2005 – награда на журито от Международния фестивал за театри на сенки в Патра, Гърция за „Омагьосаният файтон“';[47][48]
- 2006 – награда на журито от Международния фестивал в Ипър, Белгия за „Омагьосаният файтон“';[49]
- 2008 – награда на журито от Международния фестивал в Абакан, Русия за „Омагьосаният файтон“';[50]
- 2009 – награда на журито и номиниране на спектакъла в 10-те най-добри спектакли в света за 2009 г. от Международния фестивал „Ковчег“, култпроект на „Золотая маска“ за „Омагьосаният файтон“ в Магнитогорск, Русия;[51]
- 2012 – специалната награда на журито от Международния фестивал в Подгорица, Монтенегро за „Омагьосаният файтон“';[52]
- 2012 – наградата на детското жури от Международния фестивал в Подгорица, Монтенегро за „Омагьосаният файтон“'.[53]

## Семейно положение
Омъжена е за актьора доц. д-р Мирослав Цветанов – преподавател по технология на кукления театър в НАТФИЗ и директор на МКТ ”СЛОН”. Имат син Пламен, магистър по пиано от НМА „П. Владигеров“, София, лауреат на международни клавирни награди, автор на филмова и театрална музика – 20 театрални спектакъла, 5 анимационни филма, 1 игрален филм, 1 мюзикъл, 2 концерта за пиано и оркестър и множество клавирни творби.